# Het winterkoninkje en de beer

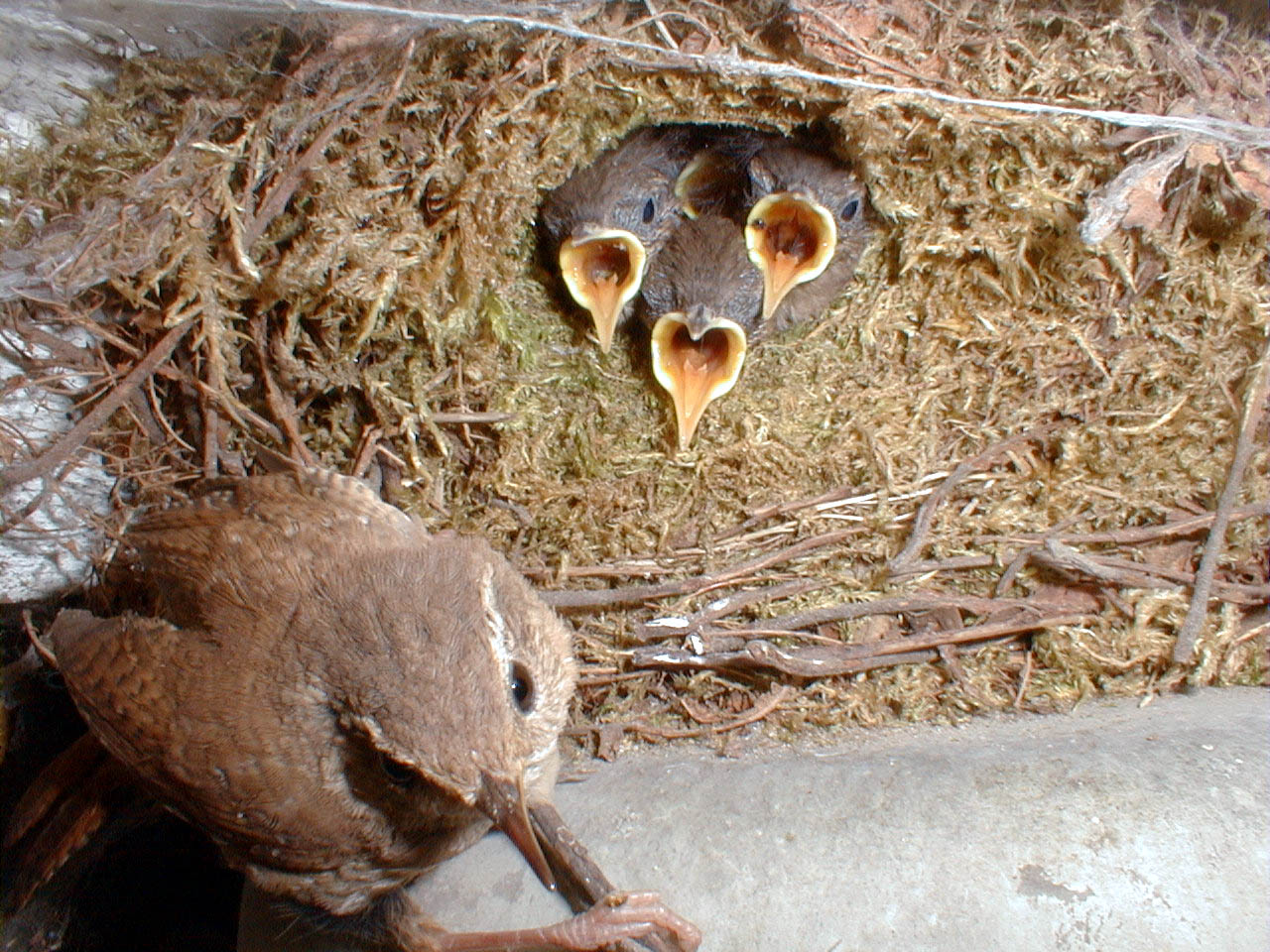
Jonge winterkoninkjes in hun nest

Het winterkoninkje en de beer is een sprookje dat werd genoteerd door de gebroeders Grimm voor Kinder- und Hausmärchen met volgnummer KHM102. De oorspronkelijke naam is Der Zaunkönig und der Bär.

## Het verhaal
Een wolf en een beer zijn in het bos en ze horen een lied van een vogel. De wolf vertelt dat het de koning van de vogels is, maar het is een winterkoninkje. De wolf zegt dat ze het paleis pas kunnen zien als de koningin komt en ze heeft voedsel in haar snavel. De koning heeft ook voedsel en ze gaan naar hun jongen. De beer komt later terug en wil het koninklijk paleis zien en het valt hem tegen, hij vindt het schooierkinderen. De jonge winterkoninkjes worden boos en de beer en de wolf worden bang. De jongen vertellen alles aan vader winterkoning en deze vliegt naar het hol van de oude brombeer, zijn jongen willen niet meer eten. De oorlog wordt verklaard en de beer roept alle viervoeters op: de os, de ezel, het rund, het hert, de ree en alle andere dieren. De vogels roepen de horzels, muggen, bijen en andere vliegende dieren op en de mug gaat als verkenner naar de vijand.
De beer roept de vos bij zich en benoemt hem tot generaal. Ze spreken een teken af: als de vos zijn rode staart omhoogsteekt, gaat het goed. Als hij hem laat hangen, moet het leger zo hard mogelijk terugrennen. De mug vertelt dit en als de slag begint, worden de horzels naar de staart van de vos gestuurd. Ze prikken hem en zijn poot schiet naar boven, maar hij houdt zijn staart omhoog. Bij de tweede steek laat hij zijn staart even zakken en bij de derde steekt hij zijn staart tussen zijn poten. De dieren rennen naar hun hol terug en de koning en koningin vliegen naar huis. De beer moet van de jongen zijn excuses nog aanbieden en de winterkoning vliegt naar het hol van de brombeer en deze gaat doodsbang mee. Hij biedt zijn excuses aan en de jongen eten en drinken en maken plezier.

## Achtergronden
- Het sprookje komt uit Zwerhn in Nederhessen.
- De kleine overwint de grote, een variant op vele verhalen waarin een kleintje het wint van reuzen. Zie ook De hond en de mus (KHM58).
- Er is ook het sprookje Het winterkoninkje (KHM171).